# Spisula inaequilatera
Spisula inaequilatera is een uitgestorven mariene schelpensoort.

## Beschrijving

### Schelpkenmerken
De schelp is sterk ongelijkzijdig met een ver achter het midden gelegen umbo. Er is meestal een afgeknotte achterzijde die met stompe hoeken overgaat in zowel de boven- als de onderzijde. Van de umbo loopt een zwakke kiel naar de hoek tussen achter- en onderzijde. De onderzijde is vrijwel recht maar kan iets naar binnen gebogen zijn, de voorzijde is regelmatig afgerond.
De afgeplatte gedeelten aan beide kanten van de umbo (lunula en area) zijn bijna niet te onderscheiden van de rest van de schelp. Waaiervormige groeven, zoals aanwezig op lunula en area van Spisula subtruncata ontbreken
bij Spisula inaequilatera, in plaats daarvan lopen de groeilijnen gewoon over deze veldjes door.
Het slot is heterodont met cardinale en laterale tanden. De laatste vertonen dwarse groeven wat Spisula onderscheidt van Mactra die gladde laterale tanden heeft.
Aan de binnenzijde van de schelp vertoont de mantellijn een brede en korte mantelbocht.

### Afmetingen
- Lengte: tot 33 millimeter.
- Hoogte: tot 22 millimeter.
- Semidiameter: tot 7 millimeter.

### Habitat en levenswijze
De soort is bekend uit molluskenassociaties die wijzen op een ondiepe (minder dan ongeveer 20 meter) en warme zee. Er zijn aanwijzingen dat de soort enige verlaging van het zoutgehalte ten opzichte van normaal zeewater kan verdragen. Op grond van tellingen van groeilijnen hebben deze dieren mogelijk een maximale leeftijd van ongeveer 20 jaar gehad.

### Fossiel voorkomen
Spisula inaequilatera is in het Noordzeebekken bekend uit het Laat Plioceen. In Nederland komt zij voor in de Formatie van Oosterhout, waarin zij plaatselijk zeer algemeen is. Biostratigrafisch treedt deze soort op in de Zone van Nassarius propinquus en Lentidium complanatum. In België komt zij voor in de pliocene afzettingen bij Antwerpen in de Zanden van Kruisschans en de Zanden van Merksem. In Engeland is zij bekend uit de Red Cragformatie in East Anglia.
Deze Spisula-soort spoelt af en toe aan op de Noordzeestranden van de provincie Zeeland.